# Confitura de grosella de Bar-le-Duc
La confitura de grosella de Bar-le-Duc és una especialitat gastronòmica de la ciutat de Bar-le-Duc, al departament de Mosa, a la Lorena, França. Coneguda com "caviar de Bar", es tracta d'una confitura molt preuada, feta amb grosella vermella sencera de la qual s'extreuen les llavors manualment amb una ploma d'oca. La recepta secreta es remunta a l'edat mitjana.
El 2017, un potet de 85 grams de confitura costava entre 18 i 20 euros.

## Història
La primera menció de la indústria confitera de Bar-le-Duc es troba l'any 1344. El 1364 i el 1372 es parla de l'adquisició de les confitures, ja considerades un article de luxe, per al rebost del castell de Bar. A principis de segle XVI ja eren famoses a tot França. Maria I d'Escòcia, filla de Maria de Guisa, nata a Bar-le-Duc, va desgustar-les i comparar-les a "un raig de sol dins un pot".
Actualment només una empresa, À la Lorraine, fabrica i comercialitza la confitura.
Entre els gourmets que apreciaven la confitura de grosella de Bar-le-Duc hi ha l'escriptor Victor Hugo, el president Raymond Poincaré i el primer ministre britànic Winston Churchill.
 El director de cinema Alfred Hitchcock, a França, només s'allotjava en hotels que oferien caviar de Bar per esmorzar.

## Preparació
Les groselles es compren a productors locals al mes de juny. Per extreure'n les llavors (set o vuit per fruit), es fa servir una pluma d'oca per fer una incisió a la pell i tornar-la a tancar en acabat, sense fer malbé la polpa. Tradicionalment, l'ofici de treure les llavors es passava de mares a filles, dites épépineuses en francès.
Els fruits es couen sencers, de tal manera que en un pot de confitura a contrallum es poden veure les groselles individualment, i es perceben a la boca. La recepta es manté en secret.